# Tadarida australis
Tadarida australis (Gray, 1839) è un pipistrello della famiglia dei Molossidi endemico dell'Australia.

## Descrizione

### Dimensioni
Pipistrello di medie dimensioni, con la lunghezza della testa e del corpo tra 85 e 100 mm, la lunghezza dell'avambraccio tra 59 e 63 mm, la lunghezza della coda tra 40 e 55 mm, la lunghezza delle orecchie tra 20 e 25 mm e un peso fino a 41 g.

### Aspetto
La pelliccia è moderatamente lunga e densa. Le parti dorsali sono bruno-rossastre scure, mentre le parti ventrali sono più chiare. Nei maschi una folta peluria bianca ricopre le membrane alari ventralmente fino all'altezza dell'omero e del femore. Il muso è lungo, troncato, con il labbro superiore che si estende ben oltre quello inferiore e ricoperto da diverse pliche cutanee e da piccole setole spatolate. Le orecchie sono grandi, triangolari e unite anteriormente alla base. Il trago è corto, largo, con il margine posteriore concavo e nascosto dietro l'antitrago il quale è molto grande, triangolare e con l'estremità arrotondata. Le ali sono attaccate posteriormente sopra le caviglie. La coda è lunga, tozza e si estende per più della metà oltre l'uropatagio. In entrambi i sessi è presente una grossa sacca golare, dalla quale fuoriesce un ciuffo di setole untuose soltanto nei maschi.

### Ecolocazione
Emette ultrasuoni sotto forma di impulsi a frequenza quasi costante compresa tra 10,5 e 15 kHz, udibile anche all'orecchio umano.

## Biologia

### Comportamento
Si rifugia solitariamente o in piccoli gruppi fino a dieci individui nelle cavità degli alberi e negli edifici. Forma vivai che possono contenere centinaia di femmine con i loro piccoli. Il volo è rapido e diretto ed avviene sopra la volta forestale. Non effettua migrazioni, tuttavia entra in uno stato di torpore diurno durante le giornate più fredde.

### Alimentazione
Si nutre di insetti.

### Riproduzione
Gli accoppiamenti avvengono in agosto e dopo una gestazione di 4-6 mesi danno alla luce un solo piccolo l'anno tra dicembre e gennaio. I maschi diventano maturi sessualmente dopo un anno e mezzo mentre le femmine dopo 9 mesi.

## Distribuzione e habitat
Questa specie è diffusa in gran parte dell'Australia con eccezione delle zone più settentrionali dell'Australia Occidentale, Territorio del Nord e del Queensland, dalla Penisola di Capo York fino a nord di Brisbane.
Vive nelle foreste tropicali e nelle boscaglie di pianura fino a 1.400 metri di altitudine.

## Conservazione
La IUCN Red List, considerato il vasto areale, la presenza in diverse aree protette, la tolleranza a diversi tipi di habitat e la popolazione numerosa, classifica T.australis come specie a rischio minimo (Least Concern)).